# The Bells (1931)
The Bells ist ein britischer Spielfilm aus dem Jahr 1931. Der Film basiert auf dem Bühnenstück Le juif polonais des Autorenduos Emile Erckmann und Alexandre Chatrian. Er wurde in Großbritannien am 9. Oktober 1931 uraufgeführt.

## Handlung
Mathias betreibt in seinem Heimatort ein Wirtshaus. Eines Tages ermordet er einen reichen Polen, der in seinem Wirtshaus zu Gast ist. Doch der Geist des Ermordeten sucht Mathias immer wieder heim, das schlechte Gewissen des Wirtshausbetreibers wird immer quälender.
Der Bruder des Mordopfers initiiert eine Untersuchung des Mordfalls, die Mathias als Bürgermeister des Ortes zu leiten hat. Der Bruder des Opfers zieht einen Mesmeristen zu Rate, der Gedanken lesen kann. Schließlich kann Mathias seinem schlechten Gewissen nicht länger widerstehen.

## Hintergrund
Die Filmmusik stammt von Gustav Holst, dem Komponisten der Orchestersuite Die Planeten, der für The Bells seine einzige Filmmusik schrieb. Holst bekam sogar einen Statistenauftritt in einer Menschenmenge. Die Produzenten der Associated Sound Film Industries in Wembley hatten sich erst spät um die Musik für den Film gekümmert, so dass sie Holst um eine entsprechend zügige Erledigung des Auftrages baten. Dennoch hatte Holst die Zeit für einen bereits zuvor geplanten Osterurlaub in der Normandie.
Holst setzte in seiner Musik für den Film ein kleines Orchester für Blasinstrumente, Blechblasinstrumente, Saiteninstrumente, Schlaginstrumente, Harfe, Klavier und Celesta ein. Zu seiner Enttäuschung baten die Produzenten Holst jedoch, da sie den Film inzwischen gekürzt hatten, um entsprechende Änderungen in seiner Musik. Holsts Enttäuschung wuchs, als er bei einer Privatpreview des Films im Studio feststellen musste, dass die Filmmusik, die er auf Grund der schlechten Qualität der Lautsprecher zu hören bekam, nichts mehr mit der Musik gemeinsam hatte, die er mit dem Orchester eingespielt hatte.
Sowohl der Film als auch Holsts Musik gelten inzwischen als verschollen. Die Pressemitteilung für den Film im Jahr 1931 sowie eine weitere aus dem Jahr 1932 haben wenig Resonanz hervorgerufen. Allem Anschein nach wurde der Film auch nicht in den USA gezeigt, woraufhin sich seine Spur verliert. Ein offizieller Vertreter der Associated Sound Film Industries konnte sich noch an eine Szene erinnern, in der eine Blechblaskapelle sowie eine Flötenkapelle aus unterschiedlichen Richtungen aufeinanderzukamen und unterschiedliche Melodien spielten; einen ähnlichen Effekt hatte Holst mehrere Jahre zuvor im Finale von Beni Mora eingesetzt.